# Lee Sang-min
Dans ce nom coréen, le nom de famille, Lee, précède le nom personnel.
Pour les articles homonymes, voir Lee.
Lee Sang-Min (en coréen : 이상민), né le 11 novembre 1972 à Séoul, en Corée du Sud, est un joueur et entraîneur sud-coréen de basket-ball. Il évolue durant sa carrière au poste de meneur.